# Sabine Hild (Pädagogin)
Sabine Hild (* in Thüringen) ist eine deutsche Pädagogin und Autorin von Lehrwerken. Seit 2001 ist sie als wissenschaftliche Mitarbeiterin am Thüringer Institut für Lehrerfortbildung, Lehrplanentwicklung und Medien tätig. Sie engagiert sich insbesondere in der Förderung naturwissenschaftlicher Bildung an Schulen.

## Leben und Wirken
Hild studierte Biologie und Chemie und arbeitete zunächst als Lehrerin an der Spezialschule für Mathematik, Naturwissenschaften und Technik in Erfurt sowie als Fachleiterin am Studienseminar in Erfurt. Seit 2001 ist sie am ThILLM tätig und betreut dort unter anderem die Unterrichtsfächer Biologie, Chemie und Mensch-Natur-Technik (MNT).
Sie ist verantwortlich für die Entwicklung und Implementierung von Lehrplänen, die Organisation und Durchführung von Lehrerfortbildungen als auch die Leitung der Prüfungsaufgabenkommissionen für das Abitur Chemie und Biologie in Thüringen.

## Engagement in Wettbewerben
Hild ist zentrale Ansprechpartnerin und Organisatorin für verschiedene naturwissenschaftliche Schülerwettbewerbe in Thüringen. Sie fungiert unter anderem als Kontaktperson für die Landesolympiade Biologie und den Auswahlwettbewerb zur Internationalen Chemie-Olympiade (IChO) auf Landesebene. In dieser Rolle koordiniert sie die Teilnahme von Schülerinnen und Schülern, unterstützt Lehrkräfte bei der Vorbereitung und trägt zur Förderung besonders begabter Jugendlicher im Bereich der Naturwissenschaften bei.

## Arbeits- und Forschungsschwerpunkte
- Entwicklung und Redaktion von Unterrichtsmaterialien und Lehrplänen für Biologie, Chemie und MNT
- Organisation naturwissenschaftlicher Schülerwettbewerbe
- Lehrerfortbildung und -beratung in Thüringen
- Begabtenförderung im Bereich der Naturwissenschaften
- Leitung von Abiturkommissionen in Biologie und Chemie

## Schriften (Auswahl)
- mit Imke Schlufter: Natura – Biologie für Gymnasien, Schuljahr 5./6. Klett, Stuttgart 2000, ISBN 3-12-045110-X.
- mit Irmtraud Beyer: Natura – Biologie für Gymnasien, 7. bis 10. Schuljahr. Klett, Stuttgart 2003, ISBN 3-12-045292-0.
- mit Bernd Baumann: Mensch – Natur – Technik (MNT). Ein neues Unterrichtsfach an Thüringer Schulen. ThILLM, Bad Berka 2009, OCLC 463837416.
- mit Petra Schmidt: BLF Gymnasium Thüringen Biologie 10. Klasse - Übungsaufgaben mit Lösungen. Stark, Hallbergmoos 2017, ISBN 978-3-8490-1744-6.
- mit Petra Schmidt: Besondere Leistungsfeststellung Biologie 10. Klasse – Gymnasium Thüringen. 6. Auflage. Stark, Hallbergmoos 2017, ISBN 978-3-89449-687-6.